# Tieatralnaja
Tieatralnaja (ros. Театральная, do 5 listopada 1990 Płoszczad Swierdłowa, ros. Площадь Свердлова – Plac Swerdłowa) – stacja linii Zamoskworieckiej metra moskiewskiego, otwarta 11 września 1938 roku, wraz z otwarciem linii.
Stacja jest połączona ze stacją Płoszczad´ Riewolucyi na linii Arbatsko-Pokrowskiej i stacją Ochotnyj riad na linii Sokolniczeskiej.